# Obce (Ochoz u Brna)
Obce (dříve též Ubce nebo Ubec, německy Ubetz, dříve Viehhirten) jsou vesnice, dnes součást obce Ochoz u Brna. Jádro vsi s návsí se nachází kolmo na silnici II/373 z Brna do Jedovnic.

## Historie
První písemná zmínka o Obcích pochází z roku 1254, kdy patřily k líšeňskému panství pánů z Kunštátu. Na počátku 17. století zde bylo 17 domů, 4 z nich byly po třicetileté válce pusté. V roce 1790 zde bylo už 39 domů s 203 obyvateli, roku 1834 to už bylo 51 domů a 311 obyvatel.
Postupem času zástavba Obcí a blízké Ochozi srostla, ke spojení těchto vsí došlo 23. prosince 1947. Zpočátku byl používán název Ochoz-Obce, od 1. ledna 1951 má společná obec název Ochoz u Brna. Domy Obcí obdržely nová popisná čísla zvýšená o 200 (např. z domu čp. 1 se stal dům čp. 201). Roku 1983 bylo katastrální území Obcí začleněno do katastru Ochozi. V rámci Ochozi Obce administrativně zcela zanikly, nejsou částí obce, ani její základní sídelní jednotkou.

## Obyvatelstvo
| Rok            | 1869 | 1880 | 1890 | 1900 | 1910 | 1921 | 1930 | 1950 | 1961 | 1970 | 1980 | 1991 | 2001 | 2011 | 2021 |
| -------------- | ---- | ---- | ---- | ---- | ---- | ---- | ---- | ---- | ---- | ---- | ---- | ---- | ---- | ---- | ---- |
| Počet obyvatel | 519  | 540  | 523  | 537  | 532  | 502  | 520  | 574  | 606  | 624  | 597  | —    | —    | —    | —    |
| Počet domů     | 68   | 72   | 73   | 77   | 85   | 84   | 116  | 165  | —    | 156  | 151  | —    | —    | —    | —    |

## Galerie

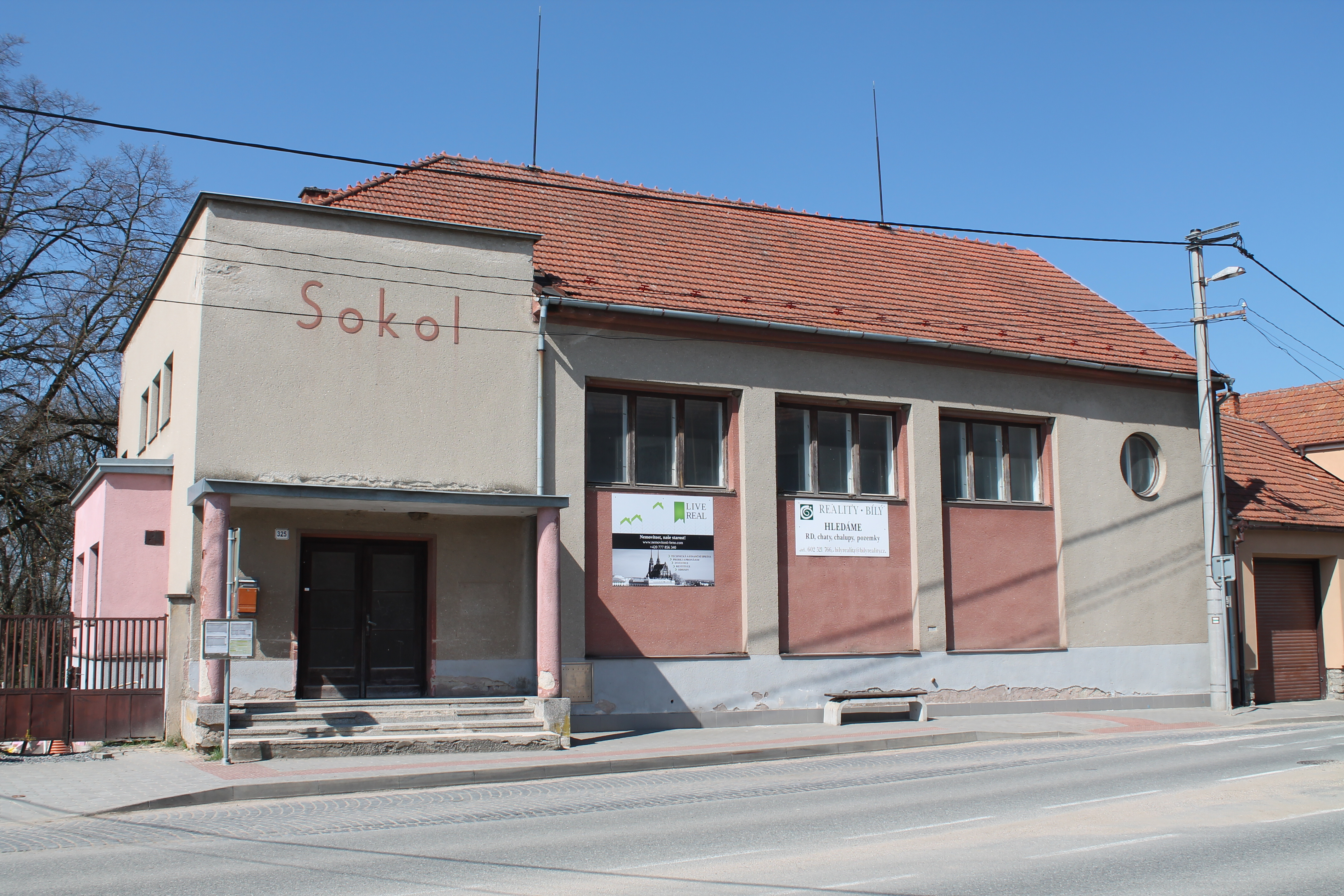
Sokolovna
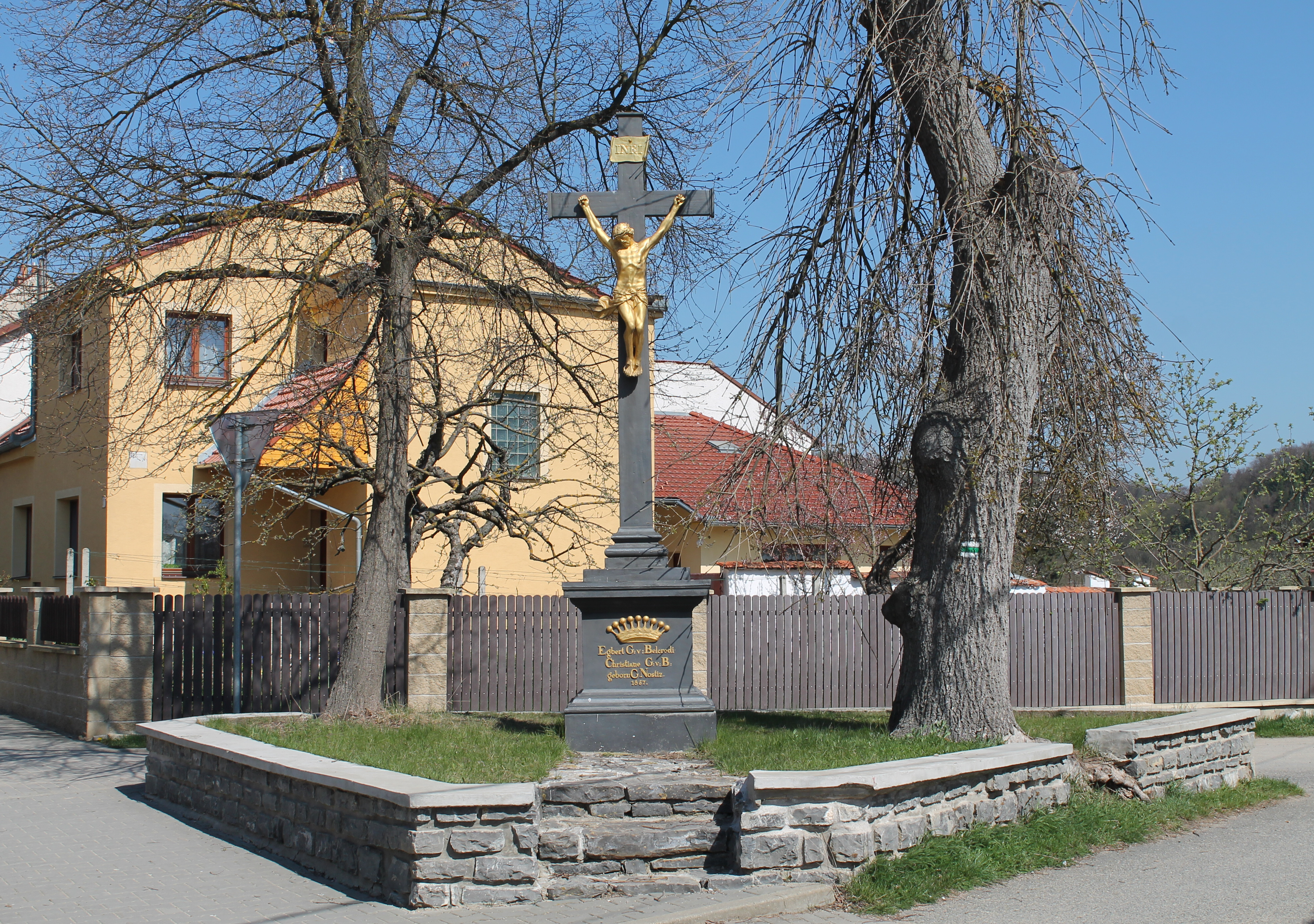
Litinový kříž
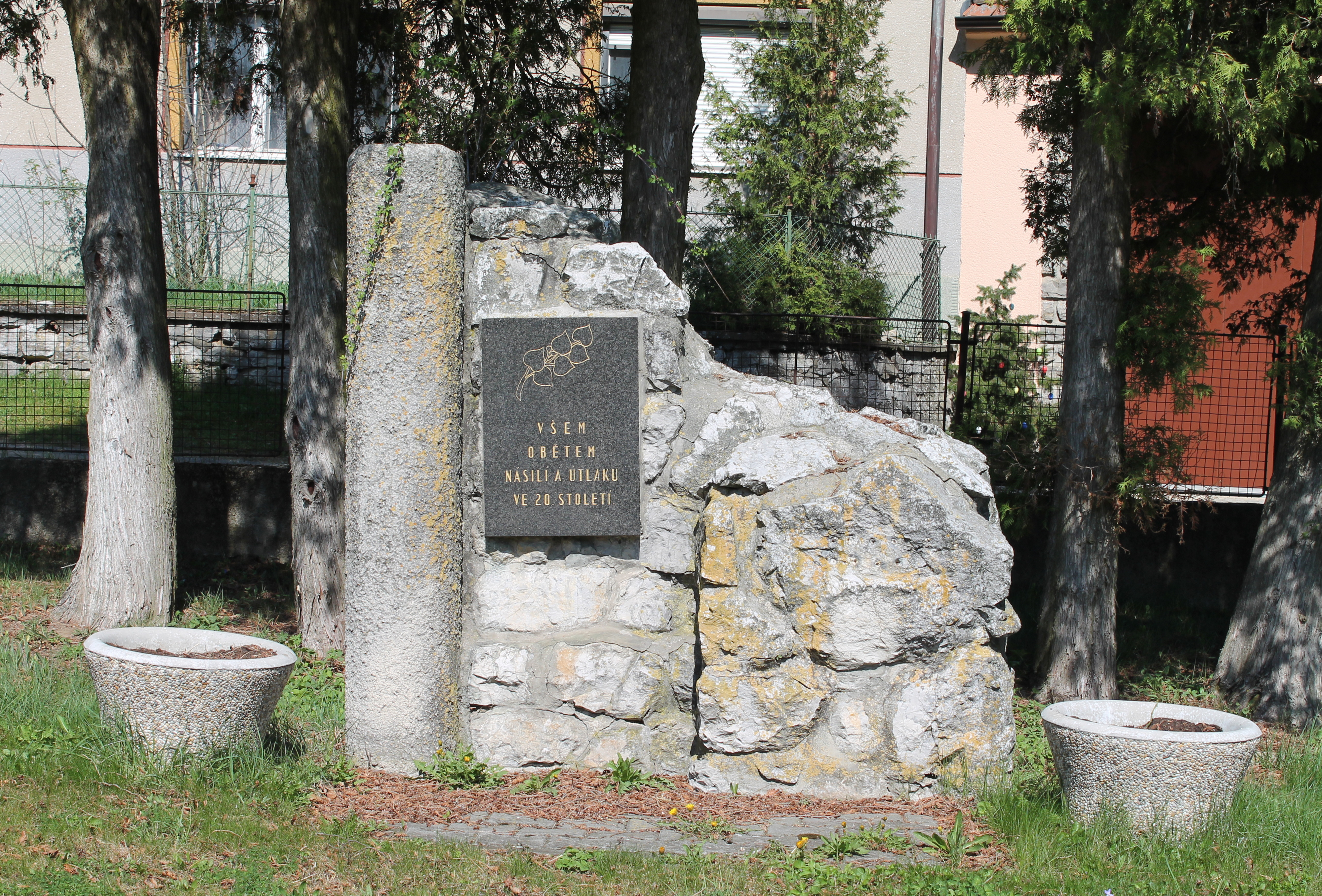
Pomník obětem násilí a útlaku
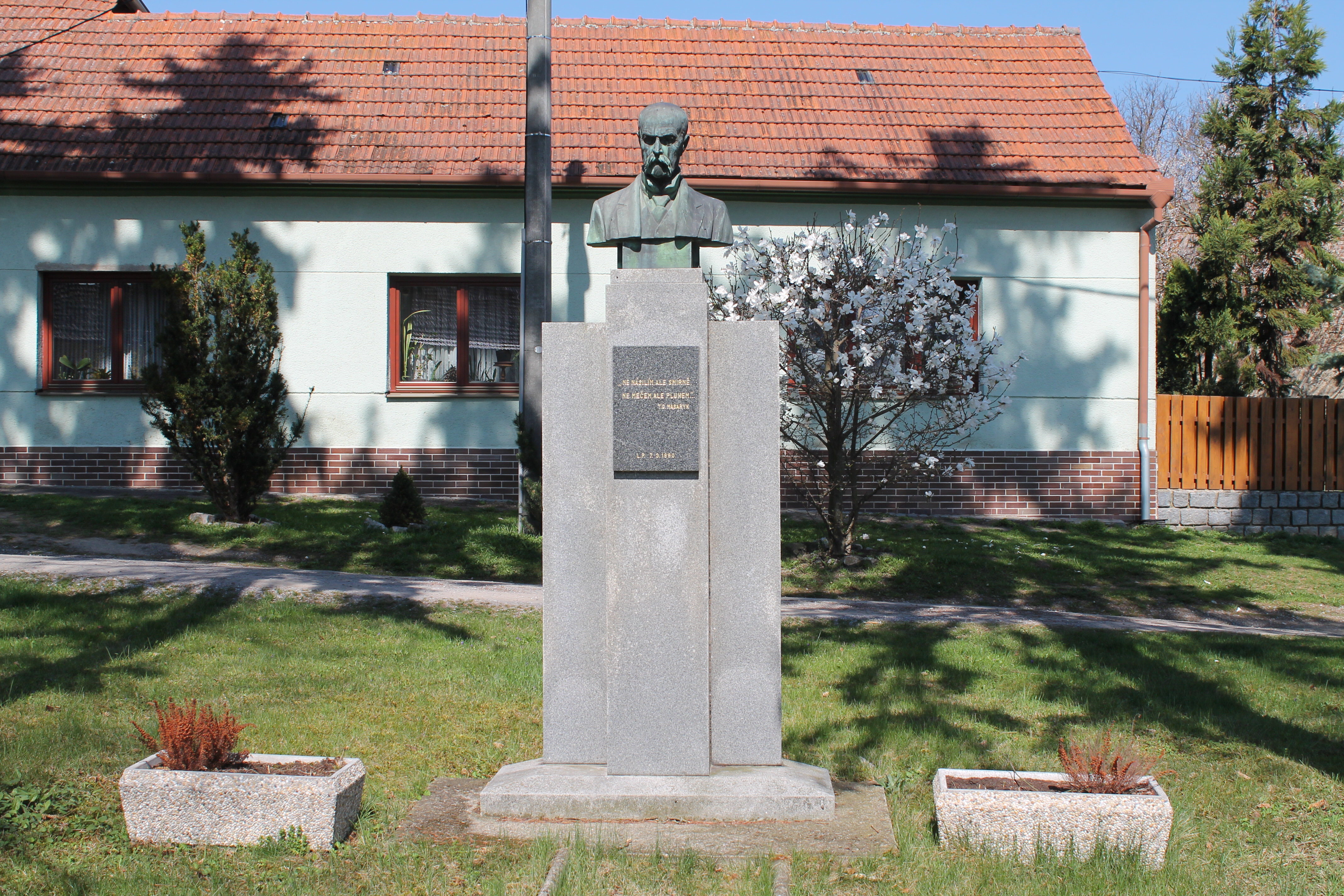
Pomník T. G. Masaryka